# Тримбъл (окръг, Кентъки)
Окръг Тримбъл (на английски: Trimble County) е окръг в щата Кентъки, Съединени американски щати. Площта му е 404 km², а населението - 8125 души (2000). Административен център е град Бедфорд.